# Saif SC
El Saif SC es un equipo de fútbol de Bangladés que juega en la Liga de Fútbol de Bangladesh, la primera división de fútbol en el país.

## Historia
Fue fundado en agosto de 2016 en la capital Daca y es propiedad de la Saif Powertech Limited, empresa vinculada en llegar al profesionalismo en cada paso.
En ese mismo año participaron en la Bangladesh Championship League (segunda división) y su primer entrenador fue el serbio Nikola Kavazovic. Su primer partido en la liga lo jugaron ante el T&T Club el 29 de octubre y fue una victoria 3-1, y el primer gol del equipo lo hizo Sumon Ali; temporada en la que terminaron en segundo lugar y lograron el ascenso a la Liga de Fútbol de Bangladesh para la siguiente temporada.
El 28 de julio de 2017 juegan su primer partido como un equipo profesional ante el Abahani Limited Dhaka y fue una derrota 2-3, y su primera victoria fue ante el Arambagh KS el 5 de agosto de 2017, temporada en la que terminaron en cuarto lugar y por primera vez lograron clasificar a un torneo internacional, a la Copa AFC 2018.
Su debut continental fue el 28 de enero de 2018 ante el TC Sports Club de Maldivas y fue una derrota 0-1, y el partido de vuelta lo perdió 1-3, quedando eliminado 1-4 en el marcador global.

## Participación en competiciones de la AFC
| Temporada | Torneo   | Ronda      | Club           | Casa | Visita | Global |
| --------- | -------- | ---------- | -------------- | ---- | ------ | ------ |
| 2018      | Copa AFC | Preliminar | TS Sports Club | 0-1  | 1-3    | 1-4    |

## Entrenadores
- Nikola Kavazovic (septiembre de 2016 – marzo de 2017)
- Kim Grant (abril de 2017 – noviembre de 2017)
- Ryan Northmore (noviembre de 2017 – enero de 2018)
- Stewart Hall (abril de 2018 - noviembre de 2018)
- Johnny McKinstry (noviembre de 2018 - septiembre de 2019)
- Mohamed Nizam (noviembre de 2019 - enero de 2020)
- Drago Mamić (enero de 2020 - septiembre de 2020)
- Paul Put (octubre de 2020 - febrero de 2021)
- Zuliker Mahmud Mintu (interino, febrero de 2021 - marzo de 2021)
- Stewart Hall  (marzo de 2021 - septiembre de 2021)
- Andres Cruciani (octubre de 2021 - presente)